# Base des Forces canadiennes Goose Bay
Pour les articles homonymes, voir Goose Bay.
La base des Forces canadiennes (BFC) Goose Bay est une base des Forces canadiennes située à Happy Valley-Goose Bay au Labrador. 

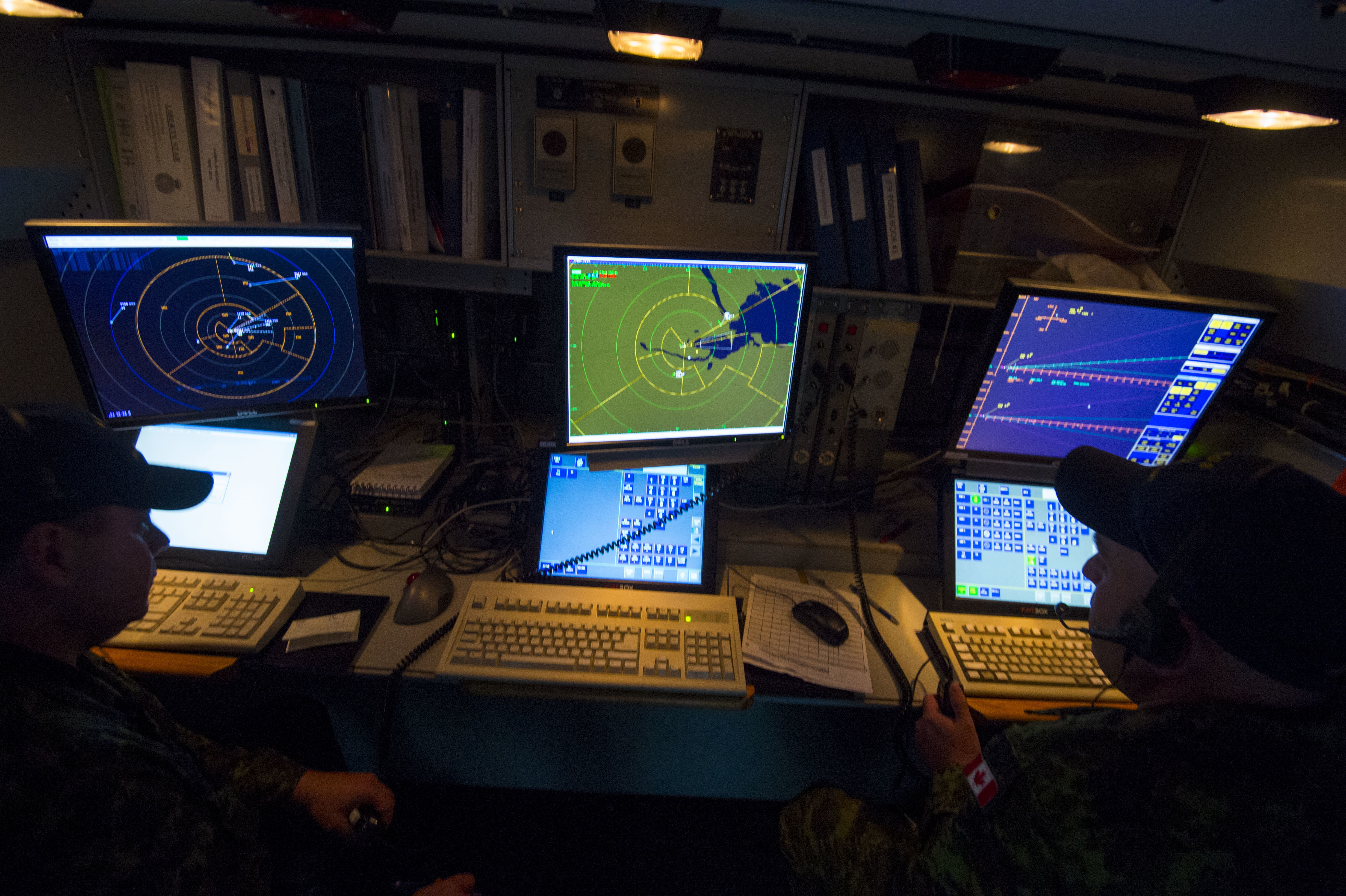
La Base des Forces canadiennes Goose Bay

## Histoire
La base est créée en 1941. À l’époque de l’entente de prêt-bail avec les États-Unis et l'Angleterre, cette dernière céda avec bail à long terme des territoires permettant la construction d'installations militaires à divers endroits, car ce territoire ne faisait pas encore partie du Canada. Elle est devenue la 10e et dernière province à entrer dans la Confédération, le 31 mars 1949, sous le nom de « Terre-Neuve ». Le 6 décembre 2001, la Constitution du Canada a été modifiée, pour changer le nom de la province en Terre-Neuve-et-Labrador.
Une autre base aérienne américaine, Ernest Harmon Air Force Base, qui allait s'étendre ultimement sur 8 159 acres fut construite à Stephenville. De 1951 à 1965, d'importantes infrastructures seront construites sur la base avec l'aide des États-Unis. Elle allait devenir le plus grand aéroport militaire de la Force aérienne de l'armée américaine à l'extérieur du territoire continental des États-Unis. En 1976, toutes les unités du Commandement des forces aériennes stratégiques ont été retirées et la force aérienne des États-Unis a réduit sa présence. En 1981 et 1985, l'Allemagne et les Pays-Bas commencent à s'entraîner sur la base. En 2005 cessent les entraînements internationaux à la base des Forces canadiennes Goose Bay.

## Emploi militaire
La base est sous le Commandement aérien et constitue un site d'entraînement aérien pour l'OTAN. 
La 5e Escadre Goose Bay est la principale unité occupant la base.

### Unités, escadrons et formations
Les autres composantes de la base des Forces canadiennes Goose Bay sont:
- 444e Escadron de soutien au combat[5]
- Escadrille de la Réserve aérienne de la 5e Escadre[6]
- Emplacement avancé d’opérations Goose Bay

## Équipe de commandement
L'équipe de commandement de la base se compose comme suit (en 2023) :
- Commandant : LCol Stéphane Racle[7]

- L'adjudant-maître : L'Adjum Dave McDowell[8]

## Emploi civil régulier
L'aérodrome de la base est aussi utilisé civilement sous le nom d'aéroport de Goose Bay. 
L'Agence des services frontaliers du Canada sur la base ne peut desservir que des appareils d'aviation générale de 15 passagers et moins.

## Compagnies aériennes et destinations
| Compagnies         | Destinations |
| ------------------ | --- |
| Air Borealis       | Hopedale, Makkovik, Nain, Natuashish, Postville, Rigolet                                                                              |
| Air Canada Express | Halifax (Stanfield) |
| PAL Airlines       | Blanc Sablon, Churchill Falls, Deer Lake (TN et L), Gander, Saint-Anthony (Terre-Neuve-et-Labrador), Saint-Jean (Terre-Neuve), Wabush |

Édité le 13/04/2025

## Faits économiques
- L’économie du nord du Labrador dans son ensemble subit les effets de la base des Forces canadiennes Goose Bay[11].
- Les dépenses de la base des Forces canadiennes Goose Bay sont de 7 979 000 $[12].
- Les dépenses locales estimées de la base sont de 10 459 000 $[12].
- Le nombre d'emplois total sur la base est de 113 emplois[12].

## Journal
Le journal de la base des Forces canadiennes Goose Bay s'appelle The MFRC Flyer,. C'est un journal publié par le Military Family Resource Centre de Goose Bay.

## Lieu historique du Canada
Le hangar 8 de l'Aviation royale canadienne situé sur la base des Forces canadiennes Goose Bay est désigné comme un lieu historique du Canada depuis 2004.

## Utilisation pour équipements nucléaires
La base a également été utilisée dans le plus grand des secrets par les avions à capacité nucléaire canadiens, le McDonnell CF-101 Voodoo et les bombardiers américains entre 1947 et 1963. 

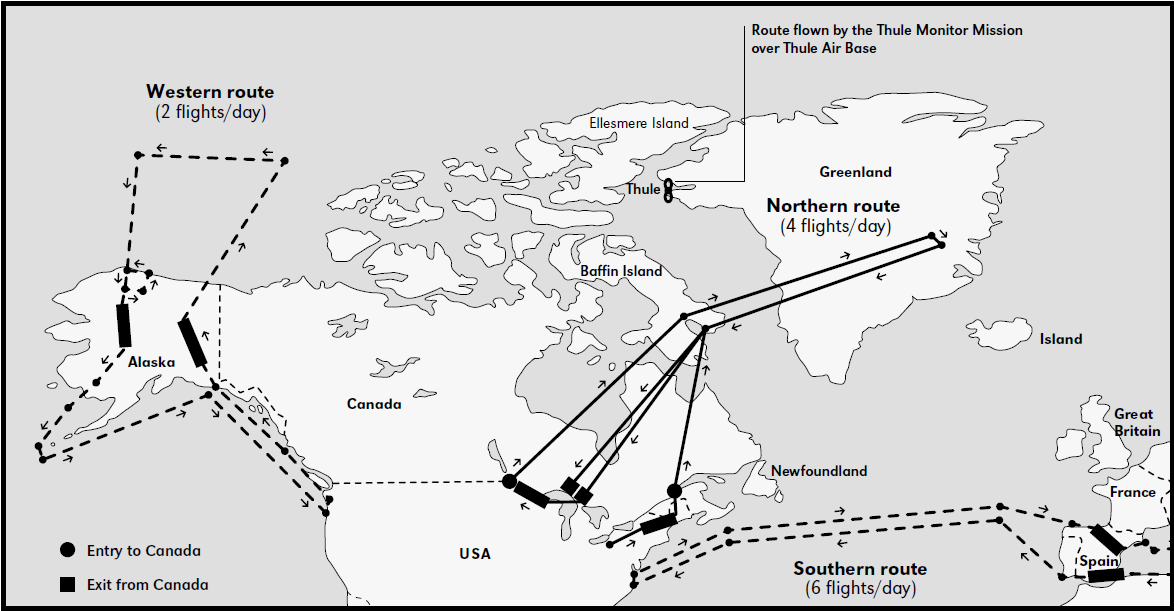
Opération Chrome Dome

Les missiles AIR-2 Genie et CIM-10 Bomarc furent occasionnellement entreposés dans des bunkers et la base servit de point de transbordement avec les avions Boeing B-50 Superfortress, Boeing B-47 Stratojet et Boeing B-52 Stratofortress. Le problème des armes nucléaires au Canada n'avait pas été résolu et autorisé en juin 1961, et les CF-101 furent donc uniquement armés avec leurs missiles secondaires AIM-4 Falcon. Les missiles Bomarcs équipés de têtes nucléaires furent refusés par le Canada ; seules les têtes conventionnelles furent acceptées. En avril 1963, le problème mena à la chute du gouvernement Diefenbaker ; qui trouvait inquiétant le survol du Canada par des bombardiers U.S. transportant des armes nucléaires durant la course aux armements et des escadres d'avions malgré les nombreuses tensions avec l'U.R.S.S. et la Chine. Les divers incidents, la crise du canal de Suez, la guerre de Corée, l'incident de l'U-2, dont l'avion espion Lockheed U-2 survolant l'Union Soviétique fut abattu, la guerre du Viêt Nam et la crise des missiles de Cuba. Le gouvernement suivant, de Lester B. Pearson, signa le 16 août 1963 un accord avec les États-Unis autorisant les armes nucléaires pour le Canada. L'opération Chrome Dome en 1966 n'ajouta rien à une détente militaire.

## Utilisations exceptionnelles
La BFC Goose Bay constituait également un site d'atterrissage d'urgence pour les navettes spatiales de la NASA à cause de sa position stratégique le long de la trajectoire lors du lancement des navettes et grâce à ses longues pistes.

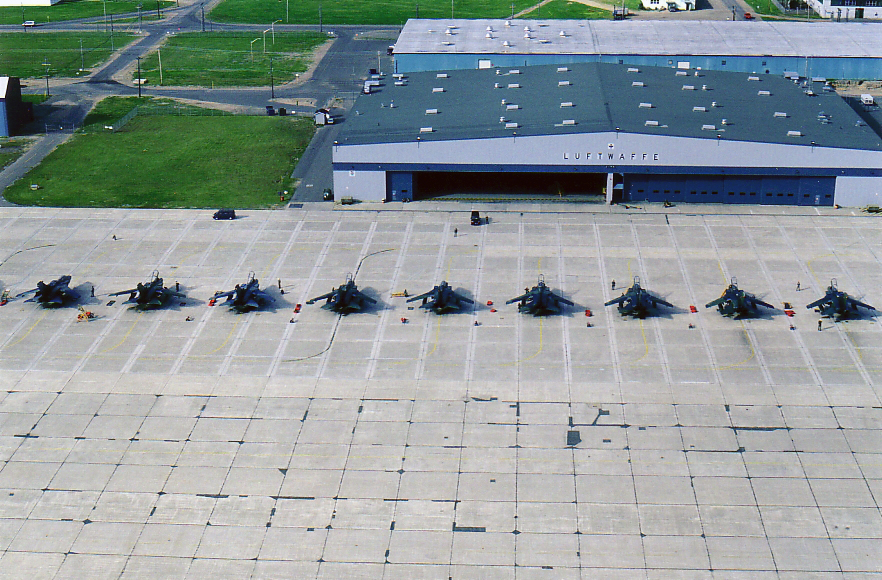
Luftwaffe Goose Bay

Il peut aussi servir de terrain de dégagement pour des vols transatlantiques. Ainsi le 30 septembre 2017, le vol Air France 066 assuré par un Airbus A380 parti de l'aéroport de Roissy à destination de l'aéroport international de Los Angeles se pose à Goose Bay à la suite de la destruction d'un de ses quatre réacteurs alors qu'il survolait le Groenland. Il y atterrit sans encombre et aucun blessé n'est à déplorer parmi les 520 personnes à bord ; l'appareil reste cependant immobilisé deux mois sur l'aéroport.